# Rytterfægtningen ved Aarhus
Rytterfægtningen ved Aarhus fandt sted 31. maj 1849 som et led i Treårskrigen. Kampen stod nord for Aarhus, hvor Stjernepladsen er i dag. Fægtningen stod mellem de danske dragoner og preussiske husarer og endte med dansk sejr. Kampen varede kun omkring 10-15 minutter.

## Fægtningen
Den 31. maj 1849 rykkede fjenden igen ind i Århus, som danskerne havde forladt, for ikke at skade byen ved kamphandlinger. Fjenden fortsatte umiddelbart efter mod nord med to husareskadroner fra 2. Westfählisches Husarregiment Nr. 11 og 60 jægere fra et Jægerkompagni, alle ledet af fyrsten af Salm Salm. Her kom de i kamp med de danske enheder anført af Gotthold Müller. 
De danske Dragoner havde slebne sabler og huggede efter fjendens hoved som befalet af ritmester S. C. Barth. Fjendens colpachs og beklædning ydede ikke megen beskyttelse, hvorimod dragonernes hjelme og tykke jakker gav god beskyttelse. De tyske husarers sabler var ikke slebne og kunne derfor ikke gøre megen skade. Det rystede de tyske husarer. De havde forventet en ”gentlemankrig”.
Tabene var på dansk side to døde, fem sårede og fire tilfangetagne; på tysk side to døde, 23 sårede, hvoraf en stor del døde i løbet af første døgn - hvad ikke mindst de mange hovedhug bidrog til - og 25 tilfangetagne, heriblandt den preussiske fører fysten af Salm-Salm. I krigens store sammenhæng var der kun tale om et lille slag. Alligevel krediteres det for at have stoppet tyskernes fremrykning i Jylland, og dét var afgørende, fordi det i juni muliggjorde udskibningen af størstedelen af de danske tropper fra Helgenæs til Fyn.
I 1899 blev der rejst en mindesten for kampen. Oprindelig stod den, hvor kampen havde fundet sted, men i dag står den på hjørnet Trøjborgvej/ Nørrebrogade foran Århus Kommunehospital.
Våbenbrødreforeningen nedlægger hvert år en krans på dagen for slaget.

## Ekstern henvisning
1. 1 2  Rytterfægtningen ved Aarhus 31. maj 1849
2. ↑  "Rytterfægtningen ved Aarhus". Arkiveret fra originalen 24. juni 2019. Hentet 17. december 2020.

- Rytterfægtningen ved Aarhus

56°10′27.52″N 10°12′8.84″Ø / 56.1743111°N 10.2024556°Ø